# Virdalsflua
Virdalsflua est une île dans le landskap Sunnhordland du comté de Vestland. Elle appartient administrativement à Kvinnherad.

## Géographie
Rocheuse et désertique, elle s’étale en deux îlots et s'étend sur environ 35 m de longueur pour une largeur approximative de 16 m.